# Hochobir
Hochobir (słow. Ojstrc) to szczyt w paśmie Karawanki w Alpach. Leży w Austrii, w Karyntii. Znajduje się pomiędzy doliną Drawy na północy, a granicą ze Słowenią na południu. Należy do masywu nazywanego Obir, którego jest najwyższym szczytem, stąd też jego nazwa. W 1891 r. zbudowano na szczycie obserwatorium metrologiczne  Hannwarte, jedno z pierwszych w Alpach, zostało ono jednak zniszczone podczas drugiej wojny światowej.